# Cotonopsis filbyi
Cotonopsis filbyi is een slakkensoort uit de familie van de Columbellidae. De wetenschappelijke naam van de soort is voor het eerst geldig gepubliceerd in 1888 door G.B. Sowerby III.